# سياوره كون
قرية سياوره كون (بالكردية: سیاوەرەکۆن) هي إحدى القرى التابعة لـمیره دیه في ريف قسم مركزي من مقاطعة سقز، في محافظة كردستان الإيرانية.

## السكان
حسب إحصاءات سنة 2006، بلغ إجمالي السكان في سياوره كون 116 نسمة وعدد المساكن 24 مسكن. لغة سكان سياوره كون هي اللغة الكردية و هم من أهل السنة والجماعة والمذهب الشافعي.